# カヤ

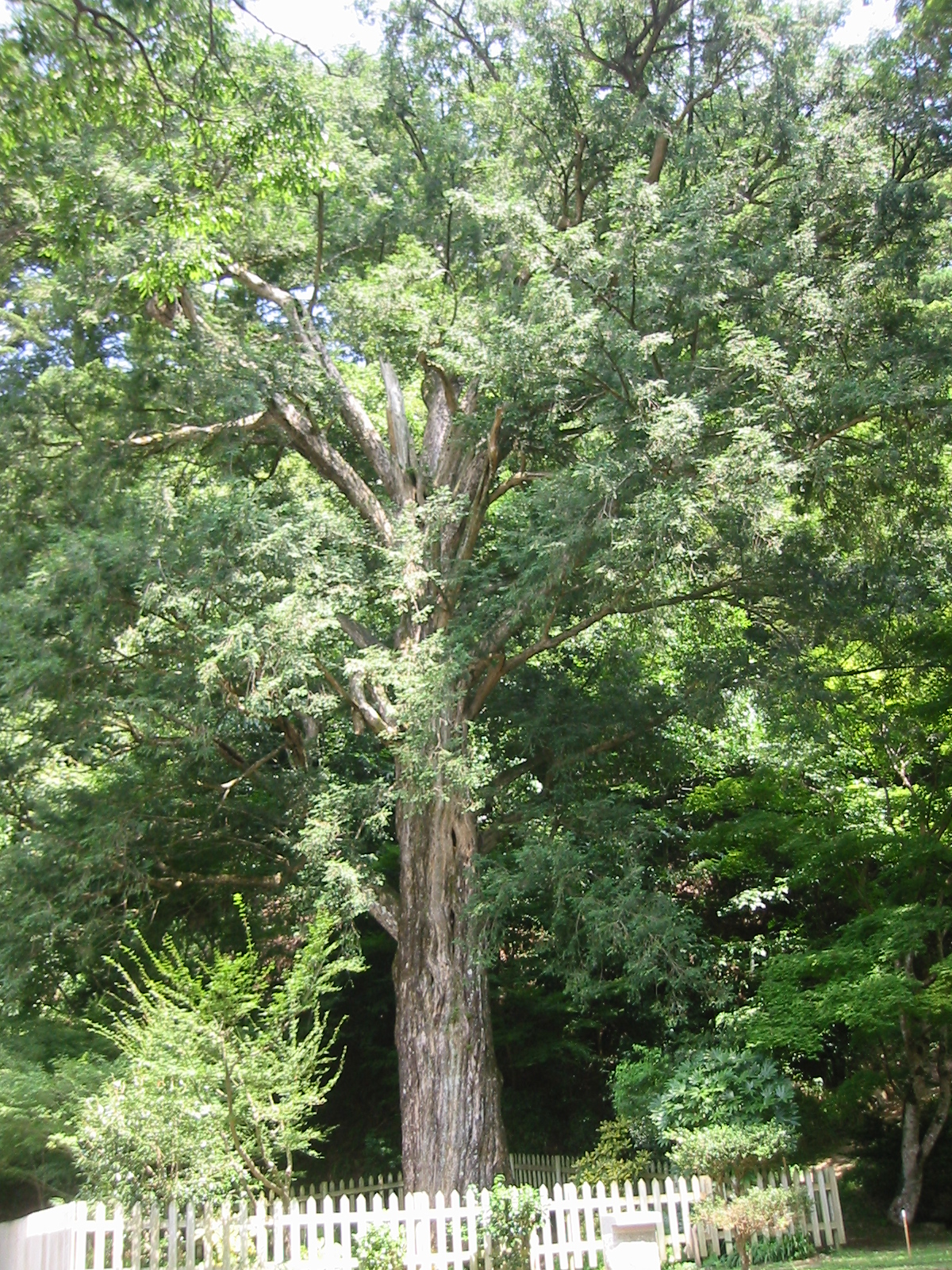
金剛院の千年ガヤ（京都の自然200選）

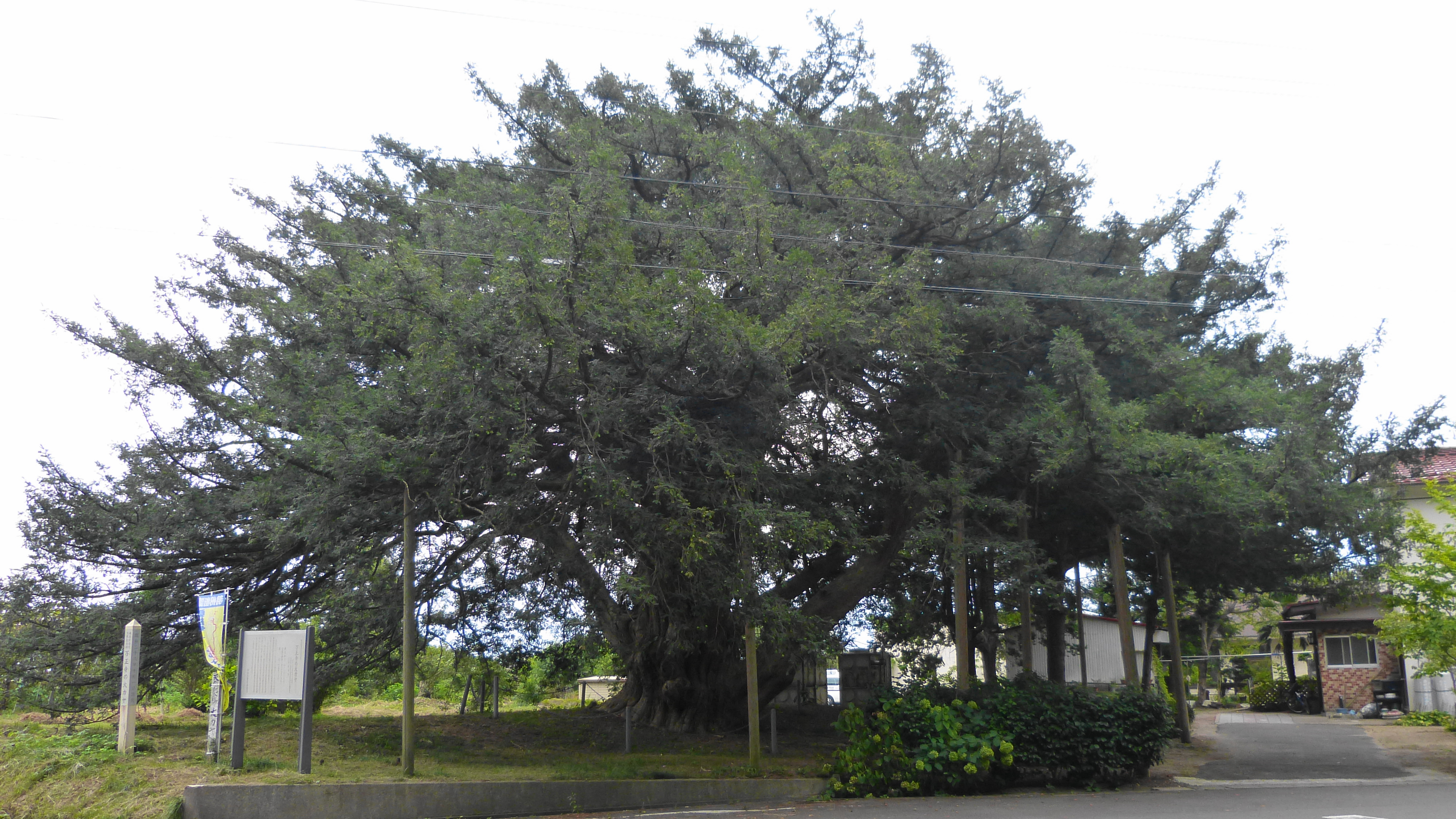
日本最大の万正寺の大カヤ

カヤ（榧、学名: Torreya nucifera） は、イチイ科カヤ属の常緑針葉樹である。山地に生える。材は最高級の碁盤、種子は食用油などの原料に利用される。
同属にシナガヤ Torreya grandis、アメリカガヤ Torreya californica などがある。

## 分布・生育地
日本の本州（宮城県以西）、四国、九州、屋久島にかけての地域、朝鮮半島に分布する。これらの地域で暖帯林、山地に散生する。
変種のチャボガヤは主に日本海側に自生し、低木で積雪地に適応する。

## 特徴
常緑針葉樹の高木。雌雄異株で、幹は直立し樹高は25メートル（m）、周囲は2 mほどに、樹冠は幅の広い円錐形になる。成長は極めて遅いが寿命は長い。耐陰性が強く樹林内部であまり日の当たらないところでも育つことができる。
枝は対生する。側枝は三叉状に伸びる。樹皮は灰褐色から褐色で、縦に裂けて剥がれる。老木になると樹皮に浅いくぼみができる。若い枝は緑色で無毛である。
葉は長さは2 - 3センチメートル (cm) 、幅は2 - 3ミリメートル (mm)  の線形で、断面は扁平で表面が膨らみ、基部は広いくさび形、先端は鋭く尖って、握りしめるように触れると刺さって痛い。葉の表面は黒緑色から濃緑色で、裏面は淡い緑色、光沢があり革質で硬く、枝の両側に並んで互生する。中脈ははっきり見えない。雄花の冬芽（花芽）は一年枝の葉の基部につき、雌花の冬芽は新枝の基部につく。葉芽は枝先にほぼ3個ずつつく。
花期は春（4 - 5月）。雌雄異株。雄花は長さ1 cmほどの楕円形で、前年に出た枝の葉腋から下垂し、多くの鱗片の内側に葯があり、黄色い花粉を出す。雌花は前年枝の先に出来る。新枝の基部の葉の付け根に2個つくが結実するのは通常そのうち1個のみである。
果期は翌年の9 - 10月。種子は緑色の厚い仮種皮に包まれている。楕円形で、はじめは緑色であるが、花の咲いた翌年秋に熟すと種衣は褐色になり、縦に裂けて種子を落下させる。種子は堅く、淡赤褐色で両端が尖っている。
枝の様子などはモミなどに似る。葉先が割れない点で見分けがつく。葉の様子がやや似ているイヌガヤ科のイヌガヤは、枝が緑色で、葉が軟らかいので触っても痛くない。
属の学名 Torreya はアメリカ合衆国の植物学者John Torrey（1796〜1873年）に因み、種小名 nucifera は「堅果を持った」の意味。
日本最大のカヤは、福島県桑折町にある万正寺の大カヤ（樹高16.5 m、幹周8.7 m、推定樹齢900年、福島県の天然記念物）である。

## 変種、品種
カヤの変種、品種として下記ものがある。
- Torreya nucifera カヤ
  - var. nucifera
    - t. igaensis コツブガヤ
    - t. macrosperma ヒダリマキガヤ
    - t. nuda ハダカガヤ
    - t. sphaerica マルミガヤ

  - var. radicans チャボガヤ

## 利用
庭園樹として植栽にされる。材は建築や高級碁盤・将棋盤、種子は食用にされ、油脂分が多く食用油にも利用される。また種子が生薬となり駆虫薬などになる。

### 材
材木は淡黄色で光沢があり緻密で虫除けの芳香を放つ。心材と辺材の区別は不明瞭で、年輪は幅が狭く波状を呈する。材質はやや重硬で弾力があり、耐朽性・保存性が高く比較的加工しやすい。樹脂が多く、加工品は年とともに風合いが美しく変化する。

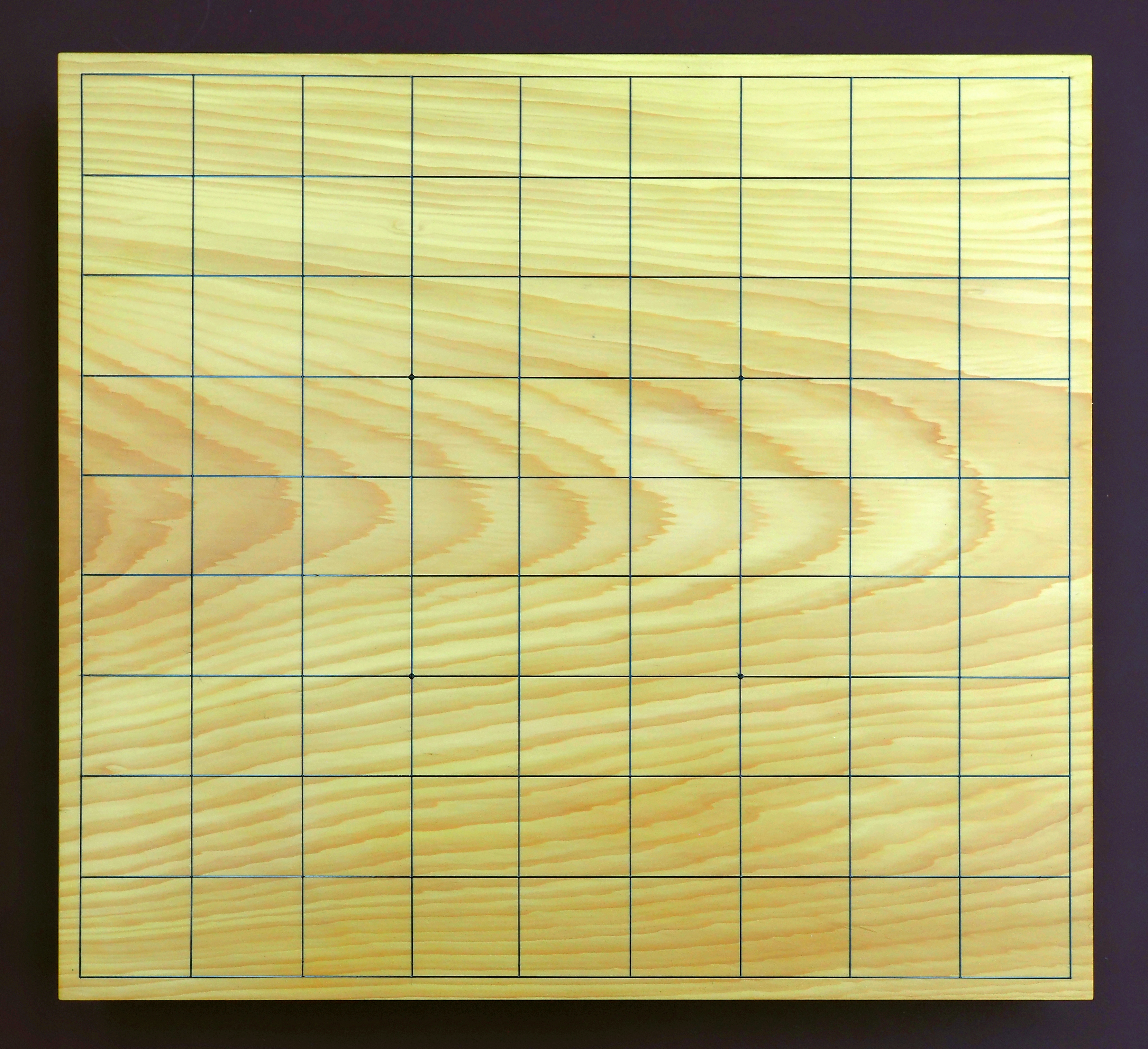
日向榧の碁盤（板目）

カヤ材で最も知られている用途は碁盤、将棋盤、連珠盤である。これらは様々な材の中でカヤで作られたものが最高級品とされ、特に宮崎県日向地方の日向榧が最高級品とされる。寒暖差が大きくて降雨量が多いなど、木目を鮮明に出すための気象条件が揃っていることや、成長が遅く、年輪が詰まっていることが要求され、樹齢200年から800年ものが碁盤の最高級品の条件となり、木取り（板取り）にもよるが、価格は数十万円から数百万円以上のものまである。寸法が足りない場合は将棋盤にされる。日本国内では良質材が採れる原木が入手困難になっているため、中国産のカヤ材を使用した盤も流通している。ただし中国産の材はシナガヤのものと思われるが、材質は日本のものとほぼ同等とされる。
また、古くから仏像彫刻に使用されている。水や湿気に対する強さから風呂桶など浴室用具や建築材、船舶材などにも使われることもあるが、カヤ材の生産量が少なく、そうした用途に用いられることは稀である。

### 実

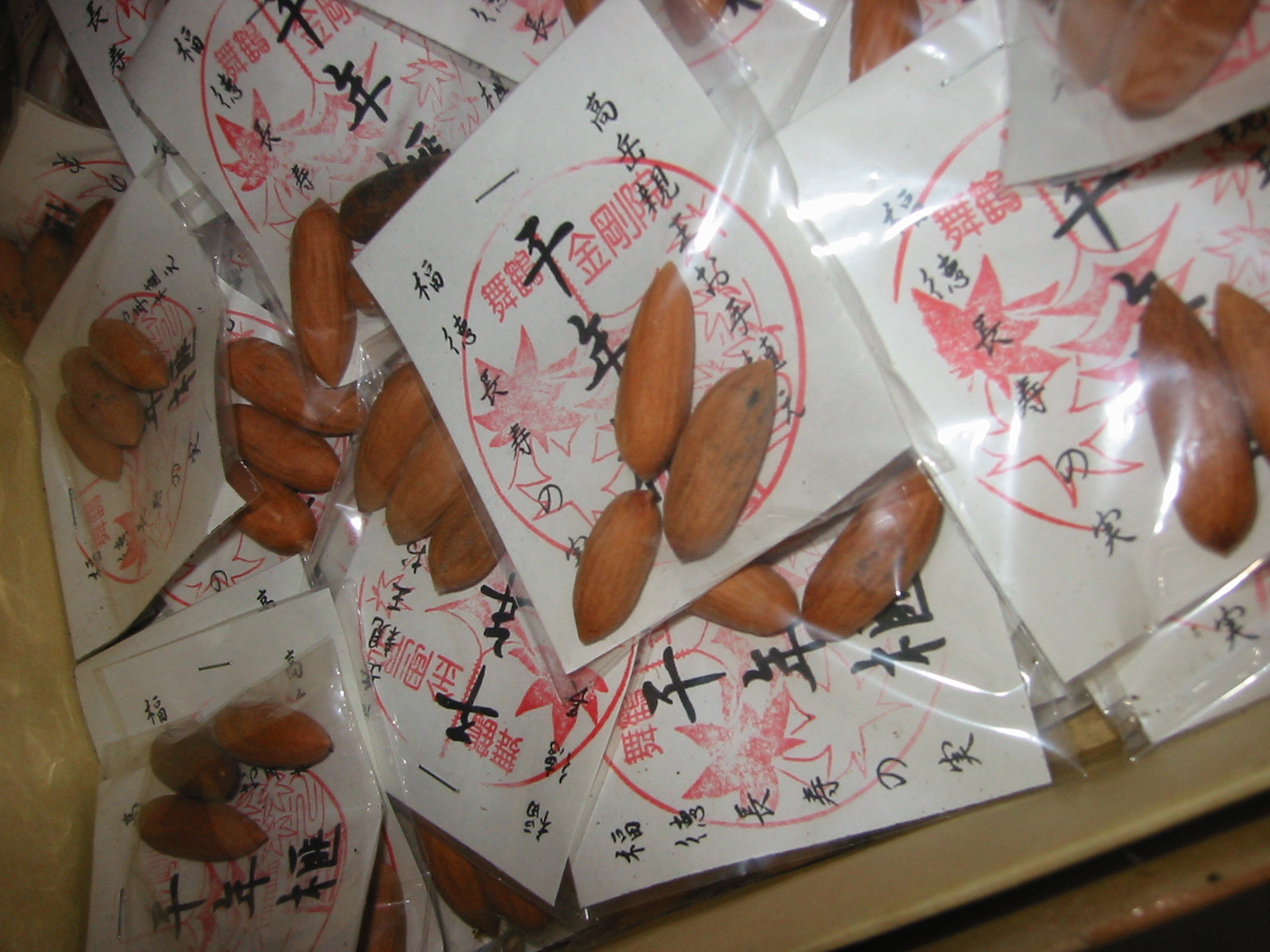
榧の実の食用例

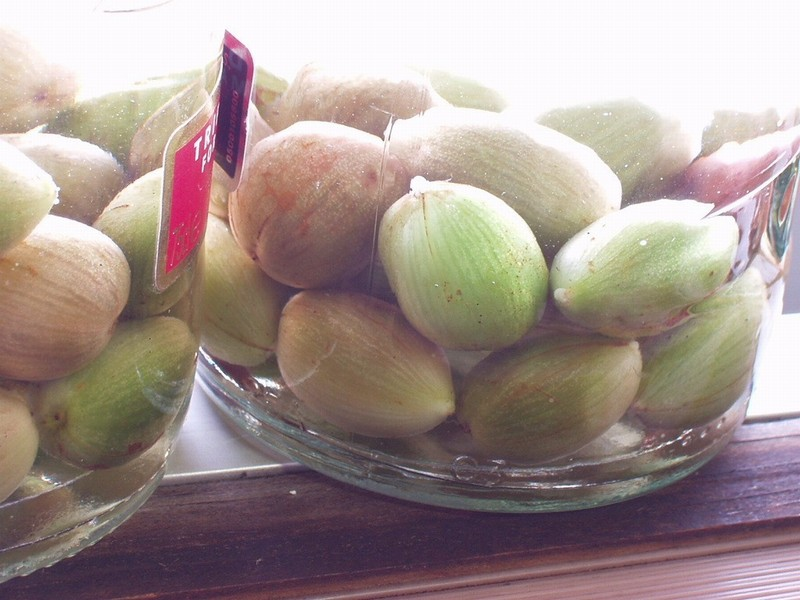
カヤの実のウォッカ漬け

種子は食用となり、焙煎後の芳香から「和製アーモンド」と呼ばれることもある。種皮をたたき割って生で食べるか、炒って食べる。生の種子も支障なく食べられるが、炒ることで香ばしくなる。生の種子は松脂のような臭いがしてアクが強いので、数日間アク抜きしたのち煎るか、クルミのように土に埋めて果肉を腐らせて取り除いてから蒸して食べる。あるいは、灰を入れた湯で茹でるなどしてアク抜き後に乾燥させ、殻つきのまま煎るかローストしたのち殻と薄皮を取り除いて食すか、アク抜きして殻を取り除いた実を電子レンジで数分間加熱し、薄皮をこそいで実を食す方法もある。果実は油脂分が35%と多く含まれていて、食用油や灯火用に使われる。このほか将棋盤の製作過程で塗り込まれ、メンテナンスにも使用される。また、山梨県では郷土の食品として、実を粒のまま飴に練り込み、板状に固めた「かやあめ」として、縁日などで販売される。
また、カヤの種子は榧実（ひじつ）と称して漢方に用いられていて、種子の中の堅い核を取り出して天日乾燥したものである。これを使用するときは、核を打ち砕いて、胚乳を取り出す。榧実は1日量10グラムを煎じて服用し、十二指腸虫の駆除に、民間では腸内寄生虫の虫下し、夜尿症、頻尿に用いる。種子100グラムほどを一晩水に浸けてふやかし、よく突き砕いて食べたりするほか、種子を炒ったものをよく噛んで数十粒食べるとサナダムシの駆除に有効であるといわれる。

## 文化
間伐材や枝は燻して蚊を追い払うために使われた。カヤの語源はこの「蚊遣り」に由来するという説がある。
カヤの実には戦場のけがれを清浄なものにする力があるといわれ、武士が凱旋した際には搗栗（かちぐり）とともに膳に供えられた。カヤの実は相撲の土俵の鎮め物としても使われており、米、塩、スルメ、昆布、栗とともに、土俵中央部の穴に埋められている。
カヤの花言葉は、「努力」である。

### 著名なカヤ
- 万正寺の大カヤ（福島県伊達郡桑折町万正寺大榧） - 福島県指定天然記念物。幹周8.7 m、樹高16 m、樹齢300年以上。直径30 mを誇る樹冠は、日本国内最大級[15]。
- 西平のカヤ（埼玉県比企郡ときがわ町西平） - 埼玉県指定天然記念物。幹周6.6 m、樹高16 m、樹齢1000年[16][17]。

## 類似する植物
よく似た樹木にイヌガヤ（学名: Cephalotaxus harringtonia var. harringtonia）がある。イヌガヤはイチイ科イヌガヤ属で、カヤとは属が異なり、葉を握りしめても痛くはなく、種子も食べられるがカヤほどおいしくはない。